# Bermuda International 1986
Die Bermuda International 1986 im Badminton fanden vom 7. bis zum 10. Mai 1986 statt. 

## Sieger und Platzierte
| Disziplin    | Gold                        | Silber                          | Bronze                       |
| ------------ | --------------------------- | ------------------------------- | ---------------------------- |
| Herreneinzel | H. Dyos                     | Leszek Korcala                  | Harold Minors                |
| Herreneinzel | H. Dyos                     | Leszek Korcala                  | Dave Wellman                 |
| Dameneinzel  | Liz Wilson                  | Rosemary McGuire                | Julie Durrant                |
| Dameneinzel  | Liz Wilson                  | Rosemary McGuire                | Helen Roper                  |
| Herrendoppel | H. Dyos Leszek Korcala      | Junior Durrant Ian Cummings     | A. Smith Dave Wellman        |
| Herrendoppel | H. Dyos Leszek Korcala      | Junior Durrant Ian Cummings     | Harold Minors Randy Brangman |
| Damendoppel  | Liz Wilson Rosemary McGuire | S. Birtwistle C. Askins         | Y. Brangman Julie Durrant    |
| Damendoppel  | Liz Wilson Rosemary McGuire | S. Birtwistle C. Askins         | Helen Roper V. James         |
| Mixed        | H. Dyos Liz Wilson          | Leszek Korcala Rosemary McGuire | Junior Durrant Helen Roper   |
| Mixed        | H. Dyos Liz Wilson          | Leszek Korcala Rosemary McGuire | Ian Cummings P. Crease       |